# Almir
Almir de Souza Fraga (Porto Alegre, 1969. március 26. –) brazil válogatott labdarúgó.
A brazil válogatott tagjaként részt vett az 1993-as Copa Americán.

## Statisztika
| Brazil válogatott | Brazil válogatott | Brazil válogatott |
| Időszak           | Mérk.             | gól               |
| ----------------- | ----------------- | ----------------- |
| 1990              | 1                 | 0                 |
| 1991              | 1                 | 0                 |
| 1992              | 0                 | 0                 |
| 1993              | 3                 | 0                 |
| Összesen          | 5                 | 0                 |